# Фонд цивільних досліджень та розвитку США
Фонд цивільних досліджень та розвитку США (англ. U.S. Civilian Research & Development Foundation, CRDF Global) — некомерційна організація, заснована в 1995 році  Національним науковим фондом США (NSF) згідно з рішенням Конгресу США з метою сприяння міжнародному науково-технічному співробітництву через надання грантів, технічних ресурсів, проведення навчання для науковців та дослідників. CRDF базується в Арлінгтоні (Вірджинія, США) з офісами в таких країнах як Україна (Київ), Казахстан (Алмати), Йорданія (Амман, з 2010 року).
Завдання Фонду — сприяння міжнародній науковій співпраці в галузі фундаментальної і технічної науки для миру та процвітання шляхом проведення спільних досліджень, розвиток науково-дослідних можливостей та фінансування цивільних науково-дослідних проектів, які підтримують глобальні цілі вирішення критичних для суспільства питань безпеки, економіки, освіти, нерозповсюдження ядерної зброї, комерціалізацію технологій, розвиток наукових досліджень в університетах.
Україна є одним із провідних партнерів Фонду.
З початку своєї діяльності в Україні (вересень, 1995) Фонд цивільних досліджень та розвитку США (CRDF) підтримав українських вчених за десятьма програмами, надав 699 грантів для виконання науково-дослідних проектів на загальну суму $21,55 млн, в тому числі від CRDF $12,23 млн, від американських компаній-партнерів $7,15 млн, та від Уряду України — $2,15 млн. Загалом протягом 1995 — 2005 років було підтримано близько 3000 вчених зі 105 наукових установ України.
За ініціативи CRDF Global в Україні, навесні 2021 року розпочалася безплатна навчальна програма «Киберзахисники» для професійного розвитку в сфері кібербезпеки та реінтеграції ветеранів АТО / ООС. 

## Подібні організації
- Український науково-технологічний центр
- Глобальні ініціативи щодо запобігання розповсюдження